# Holcopogon tucki
Holcopogon tucki is een vlinder uit de familie dominomotten (Autostichidae). De wetenschappelijke naam is voor het eerst geldig gepubliceerd in 1999 door Vives Moreno.
De soort komt voor in het Afrotropisch gebied.